# Marcel Tarrès
Marcel Tarrès (ur. 21 czerwca 1951 roku w Saint-Gaudens) – francuski kierowca wyścigowy.

## Kariera
Tarrès rozpoczął karierę w międzynarodowych wyścigach samochodowych w 1984 roku od startów w Europejskiej Formule 2, gdzie jednak nie zdobywał punktów. W późniejszych latach pojawiał się także w stawce Formuły 3000, Sportscar World Championship, Championnat de France Supertourism, Global GT Championship oraz French Supertouring Championship.
W Formule 3000 Francuz został zgłoszony do trzech wyścigów sezonu 1986 z francuską ekipą Équipe Dollop. Wystartował jednak tylko w jednym wyścigu, którego nie zdołał ukończyć.